# Esther-Mirjam Sent

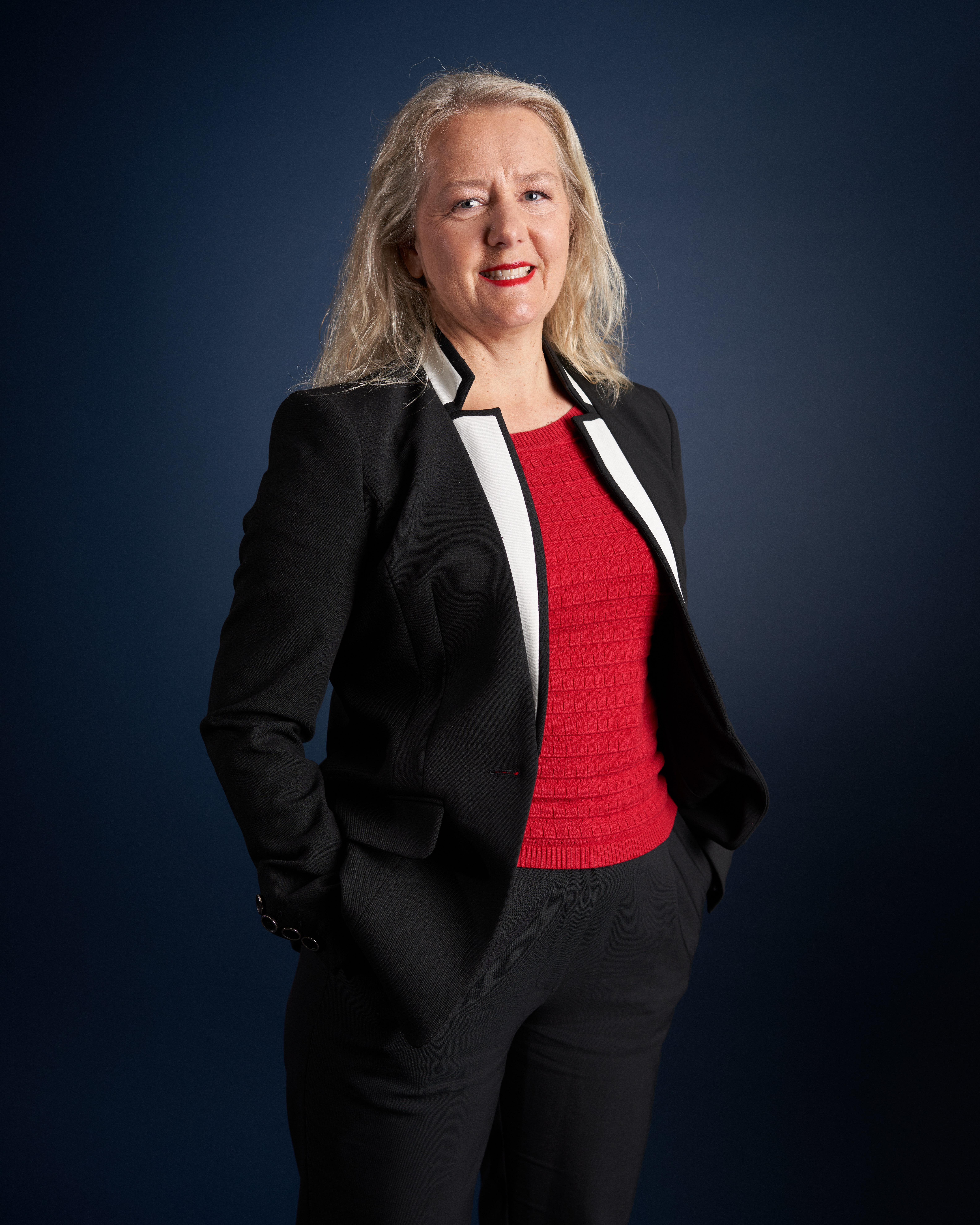
Esther-Mirjam Sent (2022)

Esther-Mirjam Sent (* 9. März 1967 in Doesburg, Provinz Gelderland) ist eine niederländische Wirtschaftswissenschaftlerin, Hochschullehrerin und Politikerin der Partei der Arbeit PvdA (Partij van de Arbeid), die unter anderem zwischen 2011 und 2021 Mitglied der Ersten Kammer der Generalstaaten sowie dort von 2018 bis 2019 Vorsitzende der PvdA-Fraktion war. Sie ist seit 2021 Vorsitzende der PvdA.

## Leben
Esther-Mirjam Sent, deren Vater Mitglied der Gemeinderäte von Doesburg, Rheden und Rijnwaarden sowie Ehrenbürger von Spijk war, besuchte von 1979 bis 1985 das Rhedens Lyceum in Rozendaal. Daraufhin begann sie 1985 ein Studium der Wirtschaftswissenschaften an der Universiteit van Amsterdam, welches sie 1989 „cum laude“ beendete. Im Anschluss begann sie ihr Promotionsstudium an der Stanford University bei dem Nobel-Preisträger Kenneth Arrow und schloss dieses 1994 ab. Ihre Dissertation wurde 1995 mit dem „Joseph Dorfman“-Best Dissertation Prize und ihr erstes Buch The evolving rationality of rational expectations. An assessment of Thomas Sargent’s achievements 1999 mit dem „Gunnar Myrdal“-Prize ausgezeichnet. Nachdem sie als Dozentin und Forschungswissenschaftlerin an der University of Notre Dame in den USA tätig gewesen war, arbeitete sie zwischen 2002 und 2003 als Gastforscherin am Netherlands Institute for Advanced Study (NIAS) in Wassenaar. 2004 übernahm sie eine Professur für Wirtschaftstheorie und Wirtschaftspolitik an der Radboud-Universität Nijmegen und lehrt dort seither. Zudem war sie bis 2011 auch Mitglied des Rates für soziale Entwicklung (Raad voor Maatschappelijke Ontwikkeling).

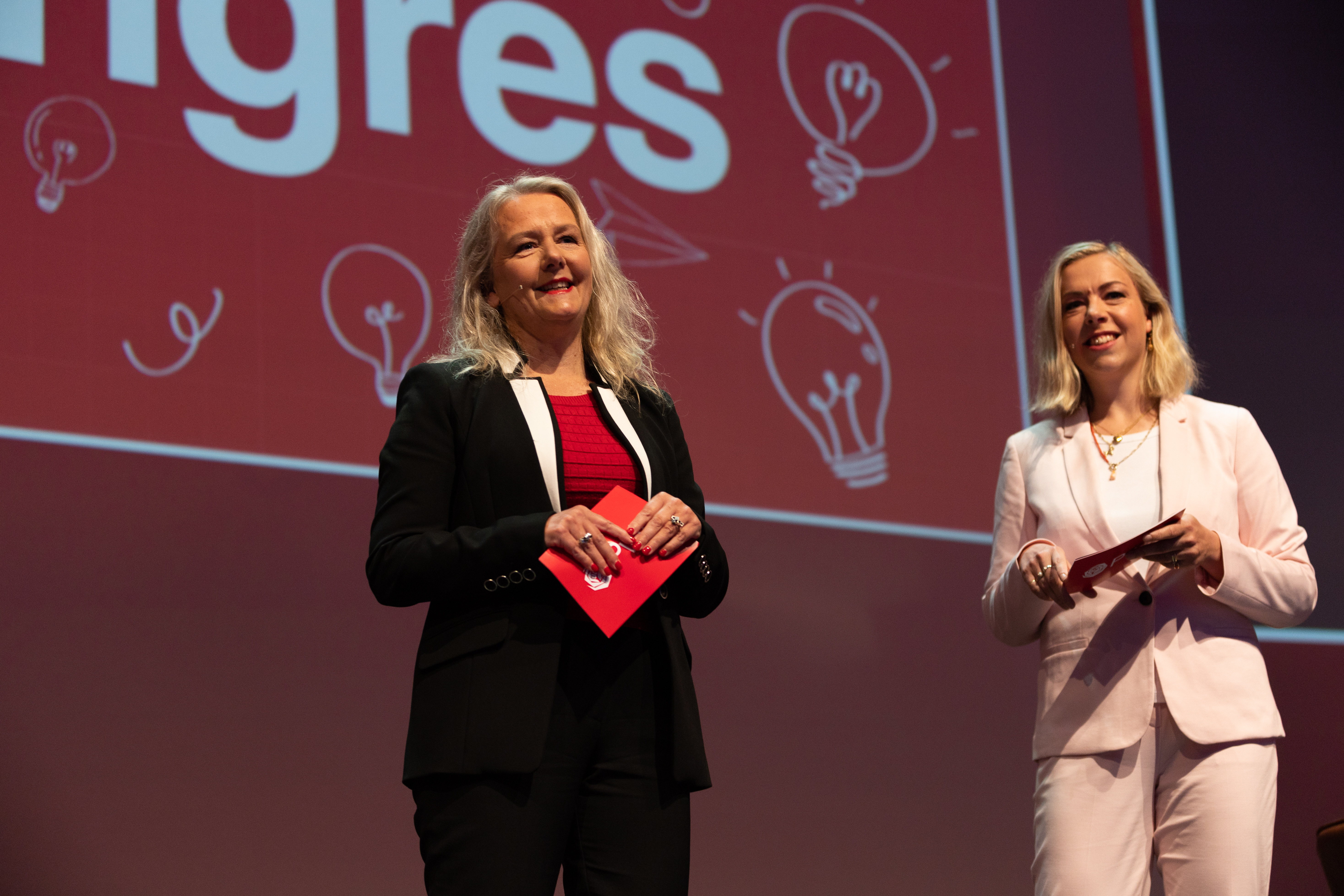
Esther-Mirjam Sent beim Parteitag der PvdA (2022)

Am 7. Juni 2011 wurde Esther-Mirjam Sent für die Partei der Arbeit PvdA (Partij van de Arbeid) Mitglied der Ersten Kammer der Generalstaaten (Eerste Kamer der Staten-Generaal) und gehörte dem Oberhaus des Parlaments bis zu ihrem Mandatsverzicht am 7. Oktober 2021 an. Sie war dort unter anderem Sprecherin für Finanzen (Steuern), Soziales und Bildung und vom 18. Juni 2019 bis 7. Oktober 2021 Vorsitzende des Ständigen Ausschusses für Soziales und Beschäftigung (Vaste commissie voor Sociale Zaken en Werkgelegenheid). Des Weiteren engagierte sie sich von 2015 bis 2016 als Mitglied des Aufsichtsrates des Theater Utrecht und fungierte zwischen 2016 und August 2021 als Vizedekanin für Unterricht der Fakultät für Managementwissenschaften der Radboud-Universität. 2017 war sie die erste auf der vom Rechnungshof (Algemene Rekenkamer) ausgearbeiteten Nominierung für ein neues Rechnungshofmitglied, allerdings wählte die Zweite Kammer der Generalstaaten den ehemaligen SP-Abgeordneten Ewout Irrgang. Nachdem sie zwischen dem 10. Juli und dem 4. September 2018 zunächst kommissarische Vorsitzende war, übernahm sie als Nachfolgerin von André Postema am 4. September 2018 formell die Funktion als Vorsitzende der PvdA-Fraktion in der Ersten Kammer. Sie bekleidete diese bis zum 11. Juni 2019 und wurde daraufhin von Mei Li Vos abgelöst. Sie war als Fraktionsvorsitzende zwischen dem 10. Juli 2018 und dem 11. Juni 2019 auch Mitglied des Ältestenrates (College van Senioren) der Ersten Kammer und sprach 2018 während der Diskussion über den Gesetzentwurf zur Computerkriminalität III.
Seit dem 1. April 2019 ist Esther-Mirjam Sent Mitglied des Beirates des Teams „Karriere nach der Politik“ (LoopbaanNaPolitiek) und engagiert sich seit 2020 als Mitglied von Sustainable Finance Lab, einer Denkfabrik für einen nachhaltigen Finanzsektor. Am 2. Oktober 2021 wurde sie als Nachfolgerin von Nelleke Vedelaar Vorsitzende der PvdA.

## Veröffentlichungen
- Science bought and sold. Essays in the economics of science, Mitautor Philip Mirowski, University of Chicago Press, Chicago 2002
- The evolving rationality of rational expectations. An assessment of Thomas Sargent’s achievements, Cambridge University Press, 1998, Neuauflage 2006